# هریف
هریف، روستایی از توابع بخش رودبار الموت غربی شهرستان قزوین در استان قزوین ایران است. مردم روستای هریف فارس زبان هستند.

## جمعیت
این روستا در دهستان رودبار محمد زمانی قرار دارد و براساس سرشماری مرکز آمار ایران در سال ۱۳۸۵، جمعیت آن ۱۷۱ نفر (۵۶خانوار) بوده‌است.

## محصولات
گیلاس، خرمالو، آلبالو، گردو، برنج، فندق، گندم، البته درختان میوه متنوع در روستای هریف وجود دارد از جمله آلو، زردآلو، گلابی، توت، و درختچه‌های خود روی برتوت.